# Charszewo
Charszewo – wieś w Polsce, położona w województwie kujawsko-pomorskim, w powiecie rypińskim, w gminie Rogowo.

## Podział administracyjny
| SIMC    | Nazwa                | Rodzaj    |
| ------- | -------------------- | --------- |
| 1029810 | Rumunki Charszewskie | część wsi |
| 0868313 | Sitnica              | część wsi |

W latach 1975–1998 miejscowość należała administracyjnie do województwa włocławskiego.

## Demografia
Według Narodowego Spisu Powszechnego (III 2011 r.) liczyła 97 mieszkańców. Jest dwudziestą co do wielkości miejscowością gminy Rogowo.

## Sieć drogowa
Przez miejscowość przebiega droga wojewódzka nr 557 (DW 557).